# 스테파노 도메니칼리
스테파노 도메니칼리(Stefano Domenicali, 1965년 5월 11일 ~ )는 이탈리아의 모터스포츠 임원으로 현재 포뮬러 원 그룹의 최고경영책임자이다. 2016년부터 2020년까지 람보르기니의 최고경영책임자를 지냈으며, 2008년부터 2014년 4월까지 스쿠데리아 페라리의 팀 수석을 맡아 2008년 포뮬러 원 제조사 챔피언을 달성했다.